# Лого
 Тази статия е за символ.  За езика за програмиране вижте Лого (език за програмиране).  
Лого също логотип (от гр. λογότυπος = логотипос) е графичен елемент или емблема, представящ по определен начин корпорация, институция, сдружение, организация, търговски продукт или дори отделна личност.
Логата са или изцяло графични (символи или икони) или с придружаващ текст, интегриран като част от логото. Често в средствата за масова комуникация думата лого се използва като синоним на понятията търговска марка или бранд (марка).

## Лого дизайн
Лого дизайнът е важна област на приложение на графичния дизайн. Графичният дизайн на логото е част от продукта, марката или организацията, чрез която се предават определени стойности, които трябва да бъдат ясно и правилно разбрани от потребителите.
Сред най-известните и разпознаваеми логотипи в световен мащаб са тези на IBM, Coca Cola, Apple, FedEx, Adidas, Nike. В България едно от най-разпознаваемите лога последните десетилетия е това на бензиностанциите „Петрол“.

## Лого дизайнери
Сред българските лого дизайнери, получили световно признание, е покойният Стефан Кънчев. Той е автор на десетки логотипи (ЦУМ, Родопа, БНТ, Балкан, Мусала и др.), част от които са избрани в международни каталози с образци от цял свят още през 1970-те години. Неговото творчество може да се види и днес в годишните каталози на Съюза на българските художници.

## История
Множество изобретения и техники са допринесли за съвременното лого, включително цилиндрични печати (около 2300 г. пр.н.е.), монети (около 600 г. пр.н.е.), транскултурна дифузия на логографски езици, гербове, водни знаци, сребърни отличителни знаци и развитието на технологията за печат.
Докато индустриалната революция преобразува западните общества от аграрни в индустриални през 18 и 19 век, фотографията и литографията допринасят за разцвета на рекламната индустрия, която интегрира типографията и изображенията заедно на страницата. В същото време самата типография претърпява революция на формата и израза, която се разпростира отвъд скромните, серифни шрифтове, използвани в книгите, до смели, орнаментални шрифтове, използвани на плакати на брошури.
Изкуствата се разрастваха по предназначение – от изразяване и декорация от артистичен, приказен характер, до диференциране на марки и продукти, които потребяващите подрастващи средни класове. Консултантите и търговските групи в търговското изкуство се разрастваха и организираха; до 1890 г. в САЩ има 700 литографски печатарски фирми, в които работят повече от 8000 души. Художественият кредит обикновено се възлагаше на литографската компания, за разлика от отделните художници, които обикновено изпълняваха не толкова важни задачи.